# غرازيلا شميت
غرازيلا شميت (بالبرتغالية: Graziella Schmitt‏) هي ممثلة برازيلية، ولدت في 26 مايو 1981 في بورتو أليغري في البرازيل.

## وصلات خارجية
- غرازيلا شميت على موقع IMDb (الإنجليزية)
- غرازيلا شميت على موقع قاعدة بيانات الفيلم (الإنجليزية)